# 萊特脈衝
萊特脈衝（英語：Wright Pulsar）是一種由英國萊特巴士車身廠為VDL SB200輕量版底盤生產的一款單層巴士車身，並取代Commander及Merit and Cadet。本型號於歐洲巴士展2008中亮相。
脈衝二型車身於2009年推出，車身頭幅及尾幅經重大改良，與萊特日蝕二型車身看齊。

## 資料來源
- 香港巴士回顧 2011 (龔嘉豪著) — 尚線出版